# Alfa Romeo Caimano
Der Alfa Romeo Caimano war ein Konzeptfahrzeug, das auf der Basis des Alfa Romeo Alfasud gebaut wurde. Gefertigt wurde das Einzelstück bei der Karosserie- und Design-Schmiede Italdesign, wo auch der Serien-Alfasud entwickelt wurde.
Das Fahrzeug wurde von Alfa Romeo als reines Show-Car ohne Aussicht auf eine Serienfertigung in Auftrag gegeben. Ziel war es, den Caimano als Werbeträger für die sportliche und fortschrittliche Technik des neuen Modells Alfasud einzusetzen und auf Messen auszustellen. Deshalb stammt die Bodengruppe, samt Motor und Getriebe vom Serien-Alfasud. Allerdings wurde der Radstand um 200 Millimeter gekürzt.

## Technik
Angetrieben wird die fahrbare Studie vom 1,3-Liter-Vierzylinder-Boxermotor, den es im Alfasud erst später gab. Das Aggregat leistet auch hier 86 PS. Durch die liegenden Zylinder des Motors ist das Triebwerk extrem flach, was die niedrige Bauart des Caimano begünstigte. Der Knick in der Motorhaube ist allerdings konstruktiv bedingt.
Zum Ein- und Aussteigen wird die Kuppel aus Plexiglas nach vorne geklappt. An einem ähnlichen Konzept hatte der Designer Giorgetto Giugiaro bereits im Jahr 1963 bei Bertone gearbeitet. Das Ergebnis war damals der Chevrolet Corvair Testudo, dessen Dach-Frontscheiben-Konstruktion aus Plexiglas der des Caimano sehr ähnlich war. Statt Seitenfenster sind rechts und links zwei kleine Luftlöchter eingelassen, die verschlossen werden können. Auf der B-Säule, die als Überrollkäfig dient, ist ein Spoiler befestigt, der sich in vier Stufen auf eine Neigung von maximal 32° aufstellen lässt.
Im Innenraum sind die Armaturen sehr speziell gestaltet: Die Zeiger der Instrumente sind unbeweglich. Die Anzeigen drehen sich um die waagrechte Achse um eine Veränderung der Werte anzuzeigen.
Das Auto war lange Zeit ein Exponat des Alfa Romeo Werksmuseums „La Maccina del Tempo“ in Arese. Heute steht das Einzelstück in Deutschland und ist in der Klassikstadt Frankfurt zu sehen.

### Technische Daten
- Motor: Vierzylinder Boxer / Zwei Ventile pro Zylinder

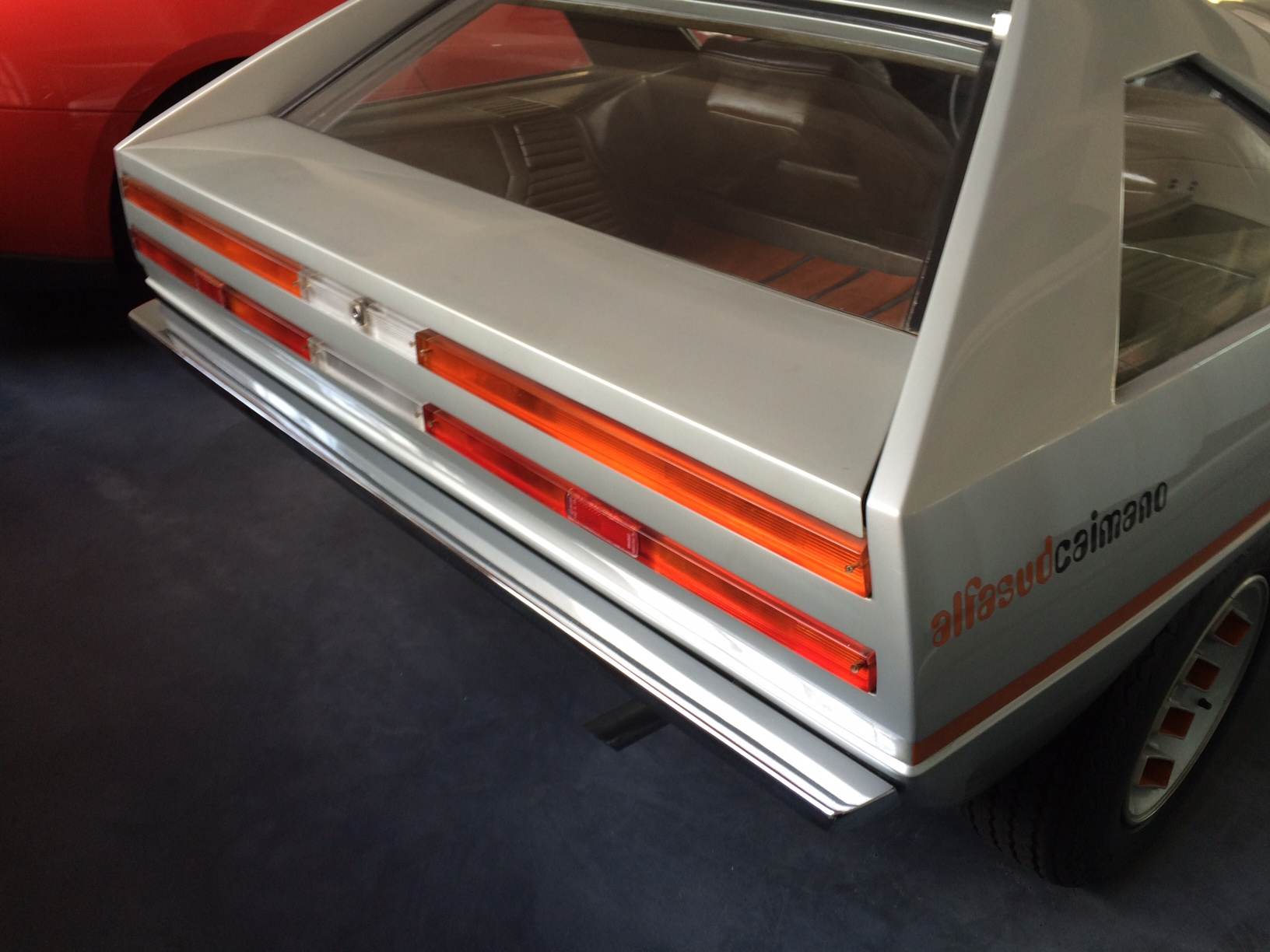
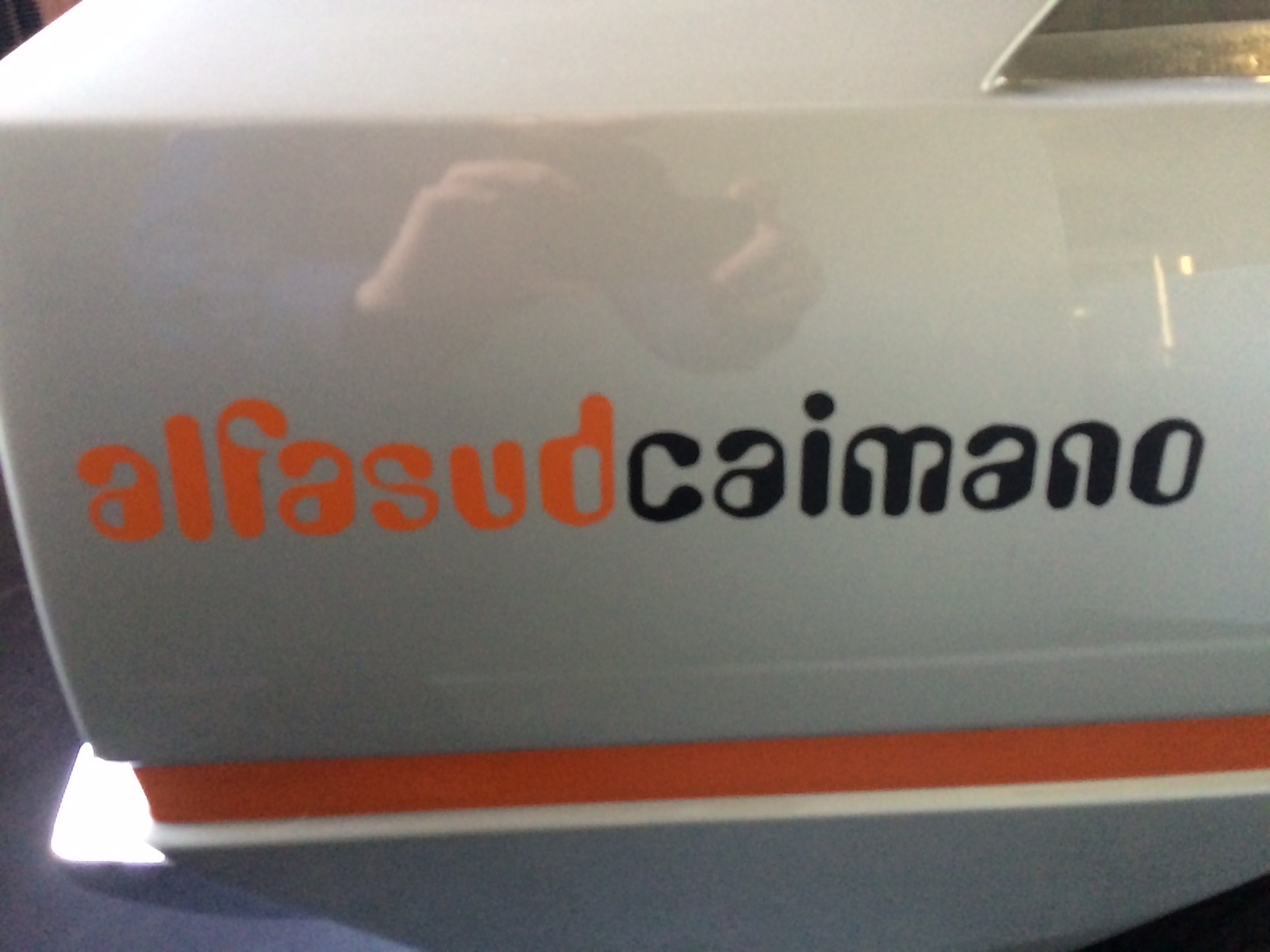
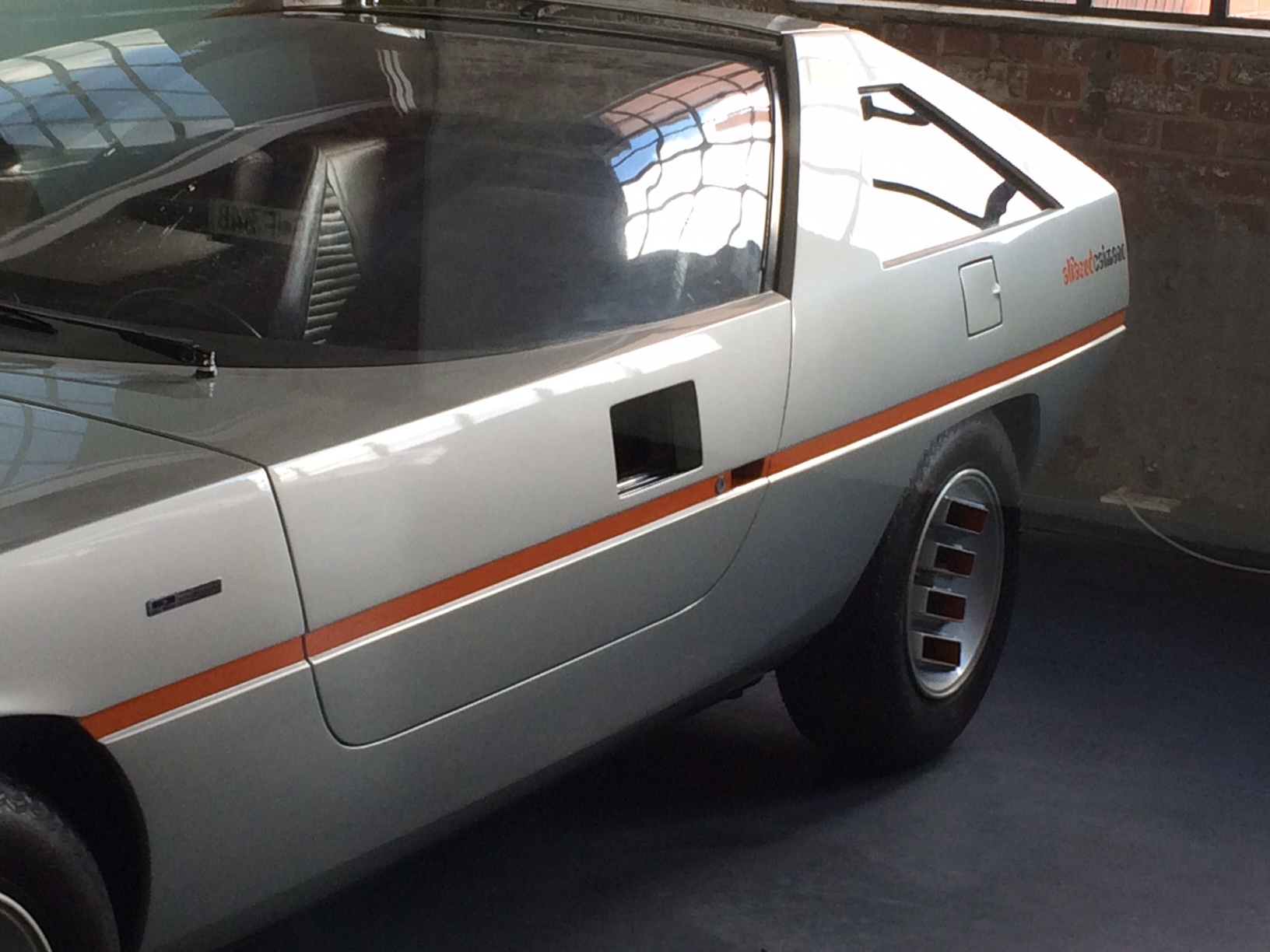
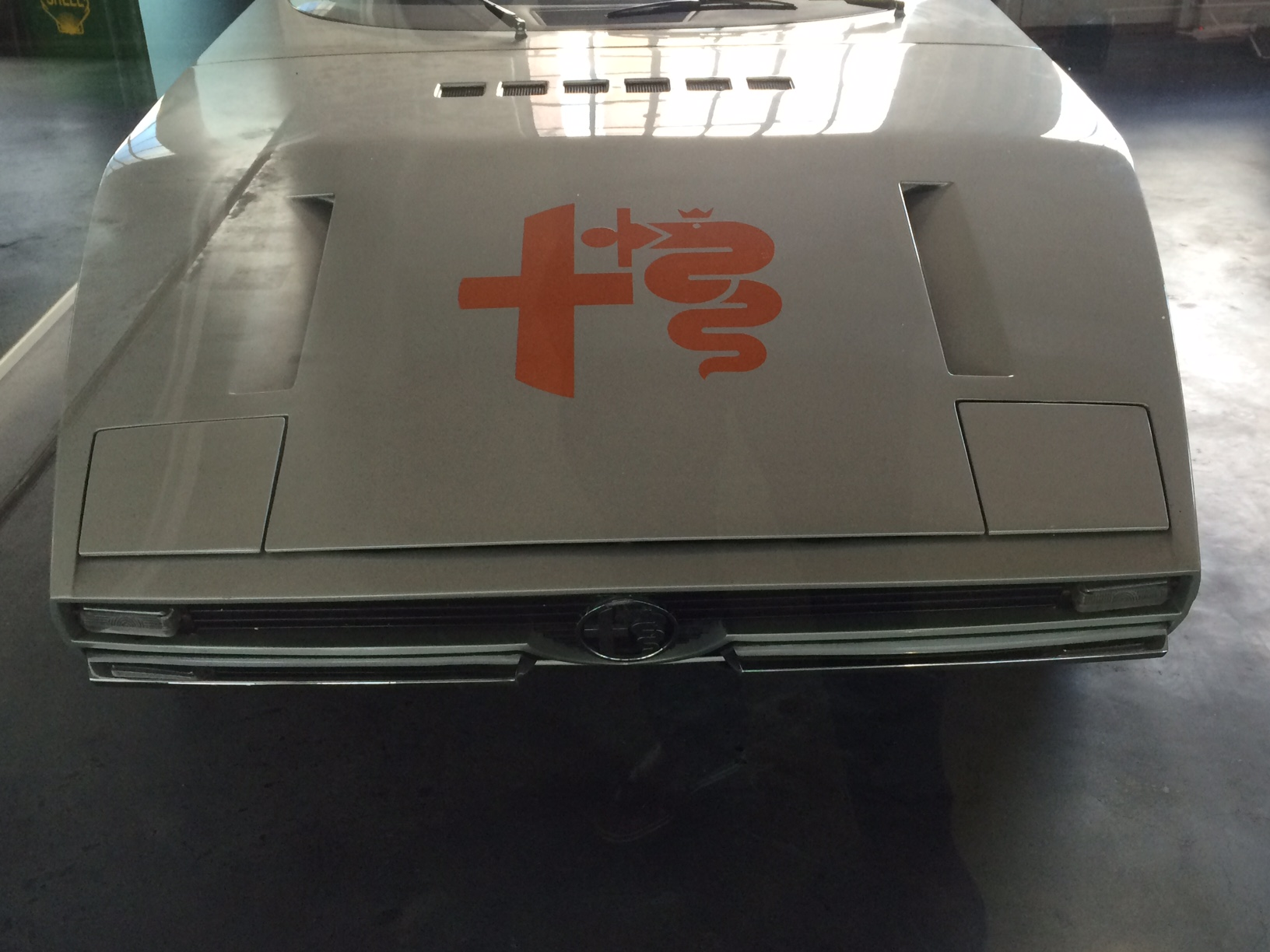
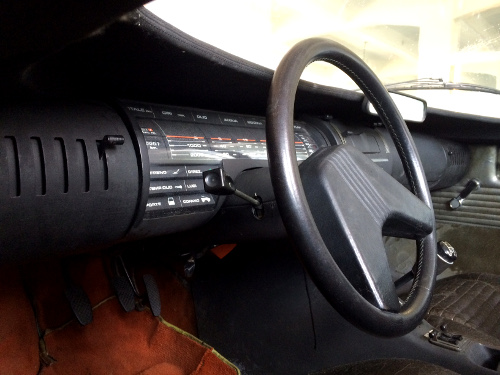

- Leistung: 86 PS (64 kW)
- Hubraum: 1286 cm³
- Antrieb: Heck
- Baujahr: 1971